# 2011年のグランドチャンピオンシップ (独立リーグ)
2011年のグランドチャンピオンシップ（2011ねんのグランドチャンピオンシップ）は、2011年10月22日から10月29日に、四国アイランドリーグplus優勝チームの徳島インディゴソックスと、ベースボール・チャレンジ・リーグ（BCリーグ）優勝チームの石川ミリオンスターズによる、野球独立リーグ日本一の座をかけて行われたグランドチャンピオンシップである。
2年連続出場の石川が、初出場の徳島を3勝0敗で下し、BCリーグチームが初めて制覇した。3勝0敗での優勝もシリーズ史上初めてである。MVP表彰は今年度は実施されなかった。

## 日程
以下の予定であった。
- 第1・2戦は10月22・23日に石川県立野球場
- 第3-5戦は10月29日 - 10月31日にJAバンク徳島スタジアム

- 予備日はBCリーグラウンドが10月24・25日（石川県立野球場）、アイランドリーグラウンドが11月1 - 3日（JAバンク徳島スタジアム）。

## 試合結果

### 第1戦
10月22日　石川県立野球場　開始18:33（試合時間：2時間56分）　入場者数987人
| 徳島 | 0 | 0 | 0 | 0 | 0 | 1 | 0 | 1 | 0 | 2 |
| 石川 | 0 | 1 | 1 | 0 | 2 | 1 | 0 | 1 | X | 6 |

（徳）●大川（1敗）、岩崎、河野、バレンティン、藤岡、小福川－山村

（石）○南（1勝）、佐藤－深澤

### 第2戦
10月23日　石川県立野球場　開始18:31（試合時間：2時間55分）　入場者数713人
| 徳島 | 0 | 1 | 0 | 0 | 0 | 0 | 0 | 0 | 0 | 0 | 1 |
| 石川 | 1 | 0 | 0 | 0 | 1 | 2 | 2 | 0 | 0 | X | 6 |

（徳）●シモン（1敗）、石田、岩根－山村

（石）○山下（1勝）、佐藤－深澤

本塁打

（徳）大谷龍1号

（石）戸田1号、佐竹1号

### 第3戦
10月29日　JAバンク徳島スタジアム　開始17:01（試合時間：3時間17分）　入場者数875人
| 石川 | 0 | 0 | 0 | 0 | 0 | 0 | 0 | 0 | 3 | 0 | 3 |
| 徳島 | 0 | 0 | 0 | 0 | 1 | 0 | 0 | 0 | 0 | 0 | 1 |

（石）○南（2勝）、佐藤－深澤

（徳）大川、●岩根（1敗）、富永－山村